# Foreign Protestants
Als Foreign Protestants (ausländische Protestanten) wird in Kanada eine Einwanderergruppe bezeichnet, die zwischen 1749 und 1753 nach Nova Scotia emigrierte. Diese mehrheitlich deutschen Immigranten siedelten sich vor allem im Süden der Halbinsel an. Da die Einwanderer fast alle Protestanten waren und um sie von den ansässigen akadisch-französischen Katholiken zu unterscheiden, wurden sie in ihren frühen Jahren in Nova Scotia kollektiv als „die ausländischen Protestanten“ bezeichnet. Die Gegend in der sich die „ausländische Protestanten“ niederließen, wurde stark von den neuen Einwanderern geprägt, was sich unter anderem in deutschen Ortsnamen ausdrückt.
1753 wurde eine größere Gruppe dieser Einwanderer an die Südküste von Nova Scotia verschifft, um Lunenburg, eine neue Gemeinde zu errichten.

## Die Einwanderungsschiffe
Die Überfahrt erfolgte im Wesentlichen auf den folgenden zwölf Schiffen:
- Aldernay/Nancy (1750)
- Ann (1750)
- Gale (1751)
- Speedwell (1751)
- Pearl (1751)
- Murdoch (1751)
- Speedwell (1752)
- Betty (1752)
- Sally (1752)
- Pearl (1752)
- Gale (1752)

## Hintergrund
Um 1749 war die englische Einwohnerschaft durch Wegzug und Krankheiten drastisch ausgedünnt. Um diese zu ersetzen und um das Ungleichgewicht zwischen Protestanten und den akadisch-französischen Katholiken auszugleichen, warb die britische Krone in Europa protestantische Emigranten mit Angeboten wie einer kostenlosen Überfahrt sowie freiem Land und freier Religionsausübung. Vor allem pfälzische und württembergische Lutheraner sowie Protestanten aus Montbéliard, aber auch französischsprachige Schweizer wurden angeworben. Die Werbefahrten wurden von John Dick geleitet. Er versprach den Einwanderern kostenloses Land, einen Jahresvorrat an Lebensmitteln, Werkzeugen und landwirtschaftlichen Geräten sowie Baumaterialien.

## Würdigung
Die Einwanderung von Protestanten wurde am 19. Juli 2011 durch die kanadische Regierung, auf Vorschlag des Historic Sites and Monuments Board of Canada, zu einem „nationalen historischen Ereignis“ erklärt.